# Леудезій
Леудезій (*Leudesius, д/н — 676) — мажордом Нейстрії та Бургундії у 675—676 роках.

## Життєпис
Походив зі знатного роду, пов'язаного з галло-римською та франкською (з Нейстрії та Бургундії) знаттю. Син Ерхіноальда, мажордома Нейстрії, та Леутсінди, представниці нейстрійської знаті. 658 року втратив батька. Перша письмова згадка про Леудезію відноситься до 659 року, де згадано в хартії Хлотаря III, короля Нейстрії та Бургундії, щодо врегулювання майнового спору між архієпископством Руана і абатством Сен-Дені. На думку низки дослідників, Леудезій не зміг успадкувати посаду батька через протидію королеви Батільди, яка призначила на цю посаду Еброїна.
Протягом 673 року помер Хлотар III, Еброїн звів на престол Теодоріха III, що збурило нейстрійську знать. В результаті короля і Еброїна було повалено. Королем єдиної Франкської держави став Хільдерік II, але фактичним правителем — мажордом Вульфоальд.
Восени 675 року Хільдерік II і його дружина Біліхільда були вбиті в результаті змови нейстрійської знаті на чолі з Боділон. Значну роль у цих подіях відіграло невдоволення знаті Нейстрії засиллям австразійців при дворі короля. Завдяки Леодегарію новим королем знову був поставлений Теодорих III. Вульфоальд позбувся посади мажордома Нейстрії та Бургундії і був змушений шукати притулку в Австразії. Його наступником у Нейстрії і Бургундії став один з найбільш впливових змовників Леудезій.
Вже невдовзі вступив у конфлікт з Еброїном, своїм хрещеником, що бажав повернутися на колишню посаду. Згодом той зумів закріпитися в Австразії. На початку 676 року Еброїн з військом дійшов до Уази. Поблизу Пон-Сент-Максанса він розбив загін прихильників Леудезія. Перехід війська Еброїна через Уазу змусило мажордома втікати разом з королем Теодоріхом III до Безьйо. Тут йому довелося кинути скарбниці, а в Кресі-ан-Понтьє розлучитися з королем. В результаті, королівська скарбниця і сам Теодоріх III були захоплені Еброїном. Підкоряючись тиску останнього король закликав Леудезія до примирення, Леудезій приїхав до свого хрещеника. Проте, незважаючи на отримані обіцянки в безпеці, він був убитий за наказом Еброїна. Були страчені і багато прихильників Леудезія, а що залишилися в живих знайшли притулок в Аквітанії.